# حلوا پسکی
حلوا پسکی یکی از شیرینی‌های سنتی ایرانی است. نوعی حلوا است که خرما را در آرد بو داده با کمی روغن و گاهی ماست چنگ می‌زنند. (حلوی خرمی) حلوای خرمایی هم می‌گویند. این حلوا در برازجان واقع در استان بوشهر پخت می‌شود. 